# Сребрно јаболко
„Сребрно јаболко” (Сребрна јабука) је југословенски и македонски ТВ филм из 1975. године. Режирао га је Никола Коле Ангеловски а сценарио је написао Марко Чепенков.

## Улоге
| Глумац          | Улога |
| --------------- | ----- |
| Стево Спасовски |       |
| Мајда Тушар     |       |